# Crni vrh (planina u BiH, Tešanj)
Crni vrh je niska planina u BiH. Nalazi se između općina Tešnja, Maglaja i Teslića. Najviši vrh je na 732 metra nadmorske visine. Nalazi se pet kilometara južno od Tešnja i 11 kilometara jugoistočno od Teslića. Na južnim obroncima izrasla je većinom bukova šuma, ponegdje grabova, dok je na sjevernim izrasla hrastova i cerova šuma.

## Rat u BiH
U ratu u BiH bio je najviša točka na prostoru ovih triju općina, zbog čega je bio važan strateški položaj. Nalazi se na tromeđi područja naseljenih Hrvatima na jugu, Srbima na zapadu i Muslimanima na sjeveru. Više puta su ga sve tri strane zauzimale i gubile. Sredinom rujna 1992. godine na Crnom vrhu su trojica mudžahedina zarobili trojicu vojnika tzv. vojske RS iz okolice Teslića i odsjekli im glave.